# Le shérif a les dents longues
Le shérif a les dents longues (Bad Blood) est le 12e épisode de la saison 5 de la série télévisée X-Files. Dans cet épisode, Mulder et Scully comparent leurs deux versions d'une enquête à l'issue de laquelle Mulder a tué un jeune homme qu'il pensait être un vampire.
Écrit par Vince Gilligan d'après une idée venant de Frank Spotnitz, l'épisode explore sur un mode humoristique la relation entre Mulder et Scully ainsi que la façon dont ils aimeraient que leur partenaire les voit. La critique l'a globalement très bien accueilli, le considérant comme l'un des épisodes les plus amusants de la série.

## Résumé
Mulder et Scully poursuivent un homme dans la nuit. Mulder le rattrape et lui plante un pieu dans le cœur, pensant que c'est un vampire, mais ses crocs se révèlent être des faux. De retour au siège du FBI, les deux agents doivent faire leur rapport au directeur adjoint Skinner et tentent d'accorder leurs versions des faits afin d'éviter un procès.
Dans la version de Scully, un Mulder exubérant et sans aucun égard pour elle lui parle d'un meurtre au Texas qu'il pense être l'œuvre de vampires. Tous deux se rendent dans la petite ville de Cheney et rencontrent le shérif Hartwell, que Scully trouve très séduisant. En autopsiant le corps de la victime, Scully découvre que son dernier repas a été une pizza ainsi que des traces d'hydrate de chloral. Elle commande une pizza depuis sa chambre d'hôtel mais Mulder l'envoie faire l'autopsie d'une deuxième victime et elle part au moment où le livreur arrive. Lorsqu'elle découvre la même combinaison pizza/hydrate de chloral dans ce corps, Scully comprend que le livreur de pizzas est impliqué. Elle retourne à l'hôtel et surprend le livreur, Ronnie Strickland, sur le point de mordre Mulder. Ronnie s'enfuit, poursuivi par les deux agents. C'est là que Mulder le rattrape et lui plante un pieu dans le cœur.
Mulder raconte ensuite sa version, dans laquelle c'est Scully qui se montre méprisante et irritable alors que le shérif Hartwell est nettement moins séduisant et a une mauvaise élocution en raison de ses dents proéminentes. Pendant que Scully pratique son autopsie, Mulder et Hartwell trouvent une deuxième victime dans une aire de repos pour camping-cars. Dans la chambre d'hôtel de Scully, Mulder mange sa pizza, puis s'aperçoit qu'il a été drogué. Ronnie survient et Mulder gagne du temps en profitant de l'arithmomanie du jeune homme. C'est alors que Scully arrive et tire sur Ronnie sans que la balle ne lui cause de dommages. Ronnie s'enfuit et la poursuite connaît le même dénouement.
Pendant ce temps, un médecin légiste texan autopsie le corps de Ronnie. Quand il lui retire le pieu, Ronnie revient à lui et prend la fuite. Skinner envoie à nouveau Mulder et Scully au Texas pour enquêter. Scully surveille le cimetière avec Hartwell et ce dernier s'excuse pour le comportement de Ronnie qui donne à ses semblables une mauvaise réputation, rendant évident le fait que tous les habitants de la ville sont des vampires. Scully s'aperçoit que le shérif l'a droguée. De son côté, Mulder retrouve Ronnie à l'aire de repos. Il essaie de l'arrêter mais est encerclé par un groupe de personnes aux yeux verts luminescents. Il se réveille au matin dans sa voiture et Scully le rejoint. Tous deux constatent que les habitants de Cheney ont tous disparus. De retour à Washington, ils présentent à Skinner une version commune des faits, Mulder insistant néanmoins pour préciser que le shérif avait vraiment les dents trop longues.

## Distribution
- David Duchovny : Fox Mulder
- Gillian Anderson : Dana Scully
- Mitch Pileggi : Walter Skinner
- Luke Wilson : le shérif Hartwell
- Patrick Renna : Ronnie Strickland

## Production

### Préproduction
Vince Gilligan, dont c'est le cinquième scénario de la saison, travaille d'abord sur un script dans lequel l'enquête de Mulder et Scully figurerait dans l'émission Les Enquêtes extraordinaires, présentée par Robert Stack, leurs rôles étant joués par des acteurs inconnus. Mais, la date limite approchant, Gilligan renonce à cette idée car il n'arrive pas à trouver un moyen de la faire fonctionner. Il reviendra toutefois à cette idée d'une enquête se déroulant dans le cadre d'une émission de télévision avec l'épisode Peur bleue, deux saisons plus tard.
Frank Spotnitz lui souffle alors une nouvelle idée, qui lui a été inspirée par l'épisode The Night the Roof Fell In (1962), de la série The Dick Van Dyke Show, dans lequel les deux personnages principaux racontent chacun leur version d'une dispute entre eux. Avec deux versions de la même histoire occupant la majeure partie de l'épisode, Gilligan décide que l'intrigue doit être aisément compréhensible par le public et opte pour une histoire de vampires.
Luke Wilson, choisi pour le rôle du shérif, avait précédemment joué dans le film Méli-Mélo (1998), dont le scénario était déjà signé par Vince Gilligan. Patrick Renna, interprète de Ronnie Strickland, garde quant à lui le souvenir d'avoir demandé, pour mieux cerner le personnage, si celui-ci faisait semblant d'être un crétin et de s'être entendu répondre que son personnage était vraiment un crétin.

### Tournage
Les scènes des versions de Mulder et Scully sont filmées successivement, en utilisant les mêmes décors et les mêmes angles de caméra. L'aire de repos pour camping-cars figurant dans l'épisode est le site d'une ancienne scierie ayant brûlé qui avait déjà été utilisé lors du dernier épisode de la saison précédente, Le Baiser de Judas. Pour la scène du camping-car sans chauffeur, un blocage de direction auxiliaire est installé dans le véhicule afin que le chauffeur puisse le conduire depuis l'arrière, hors de vue des caméras.
Luke Wilson et Patrick Renna sont équipés de faux crocs de vampires surnommés funny fangs et que Wilson trouve beaucoup plus agréables à porter que l'appareil dentaire qu'il avait pendant son enfance. Pour la création des yeux verts luminescents, une substance fluorescente est collée aux paupières des acteurs. Cela les rend toutefois incapables de voir et leur donne un regard « quelque peu idiot » d'après l'équipe du tournage. Gillian Anderson a déclaré que l'épisode comptait parmi ses favoris car il prouvait à quel point David Duchovny et elle « pouvaient bien travailler ensemble ».

## Accueil

### Audiences
Lors de sa première diffusion aux États-Unis, l'épisode réalise un score de 12 sur l'échelle de Nielsen, avec 17 % de parts de marché, et est regardé par 19,25 millions de téléspectateurs. En 2008, cet épisode est sélectionné pour faire partie des huit épisodes composant le DVD The X-Files: Revelations, commercialisé à l'occasion de la sortie au cinéma du film X-Files : Régénération.

### Accueil critique
L'épisode a reçu un très bon accueil de la critique, qui a largement salué son humour. Pour Michael Roffman, de Time Magazine, c'est l'épisode le plus amusant de toute la série et son humour, largement autoréférentiel, est encore renforcé par « l'attention que porte le scénario aux personnages ». Rob Bricken, du site Topless Robot, estime lui aussi que c'est l'épisode le plus drôle de toute la série. Le magazine Empire le classe à la 12e place des meilleurs épisodes de la série, mettant en avant les « souvenirs divergents mais absolument hilarants » des deux agents. Erin McCann, du Guardian, le classe parmi les 13 meilleurs épisodes de la série, louant son « humour malicieux et ironique ». Pour le site IGN, qui le classe à la 7e place des meilleurs épisodes standalone de la série, l'épisode « explore brillamment et avec humour le désir ardent qu'ont Mulder et Scully d'être mieux compris et appréciés par leur partenaire ».
Le journal The Gazette le classe à la 9e place des meilleurs épisodes standalone de la série, affirmant que les souvenirs contradictoires de Mulder et Scully « ne pouvaient pas être plus hilarants ». Le site The A.V. Club le classe parmi les 20 meilleurs épisodes de la série, Zack Handlen lui donnant la note de A et comparant son scénario, « très astucieux » et dont même le côté un peu ridicule rend les personnages encore plus attachants, à celui de Rashōmon. Juliette Harrisson, du site Den of Geek, affirme que c'est le meilleur épisode standalone de la saison, pour « le plaisir pur » qu'il procure et son « entrain narratif », et qu'il est « trop amusant pour que son intrigue plutôt idiote soit un réel problème ». Dans leur livre sur la série, Robert Shearman et Lars Pearson lui donnent la note de 5/5, saluant l'humour du scénario et sa structure  « subtilement échafaudée » pour un résultat « brillant ».
Plus mitigée, Paula Vitaris, de Cinefantastique, lui donne la note de 2,5/4, évoquant un épisode dont elle a apprécié les éléments comiques mais qui « donne à la relation entre Mulder et Scully un côté étrangement passif-agressif ».
En France, le site Allociné le classe parmi les 10 épisodes les plus originaux de la série, estimant que « ce qui rend cet épisode léger et amusant, c'est sa narration, laquelle prime au fond sur l'enquête en elle-même », ainsi que « l'envie de confronter les deux agents à leurs paradoxes ». Pour le site Le Monde des Avengers, cette « histoire particulièrement décalée se révèle hilarante et autorise d’étonnants numéros d’acteurs » en raison de sa « très habile structure narrative » qui « nous vaut un double portrait inversé particulièrement acide et détonnant ».

## Analyse
Selon Susanne Kord et Elisabeth Krimmer, l'épisode explore la dynamique de la relation entre Mulder et Scully en « développant le potentiel dysfonctionnel de leurs interactions routinières ». Linda Badley suggère dans un article consacré à Scully que la série détourne souvent le concept du « regard masculin », selon lequel la caméra se met généralement à la place d'un téléspectateur hétérosexuel, réduisant ainsi la femme à un rôle passif d'objet de désir. Elle cite cet épisode comme l'un de ses meilleurs exemples, Scully inversant les rôles en examinant le shérif Hartwell avec un « regard féminin ».
Dans son livre, Michelle Bush décrit cet épisode comme permettant au téléspectateur d'avoir un aperçu de ce qui se passe dans la tête de Mulder et Scully en montrant comment ils se voient mutuellement et en mettant à jour « leurs incertitudes au sujet de l'attrait qu'ils exercent sur leur partenaire ». Le titre original de l'épisode, Bad Blood (« Mauvais sang ») est selon elle à mettre en rapport avec la tension sexuelle entre les deux personnages. Bush développe en expliquant comment, dans leurs versions respectives, Mulder et Scully essaient de se mettre en valeur de façon que leur partenaire les trouve attirants.